# Livres poétiques

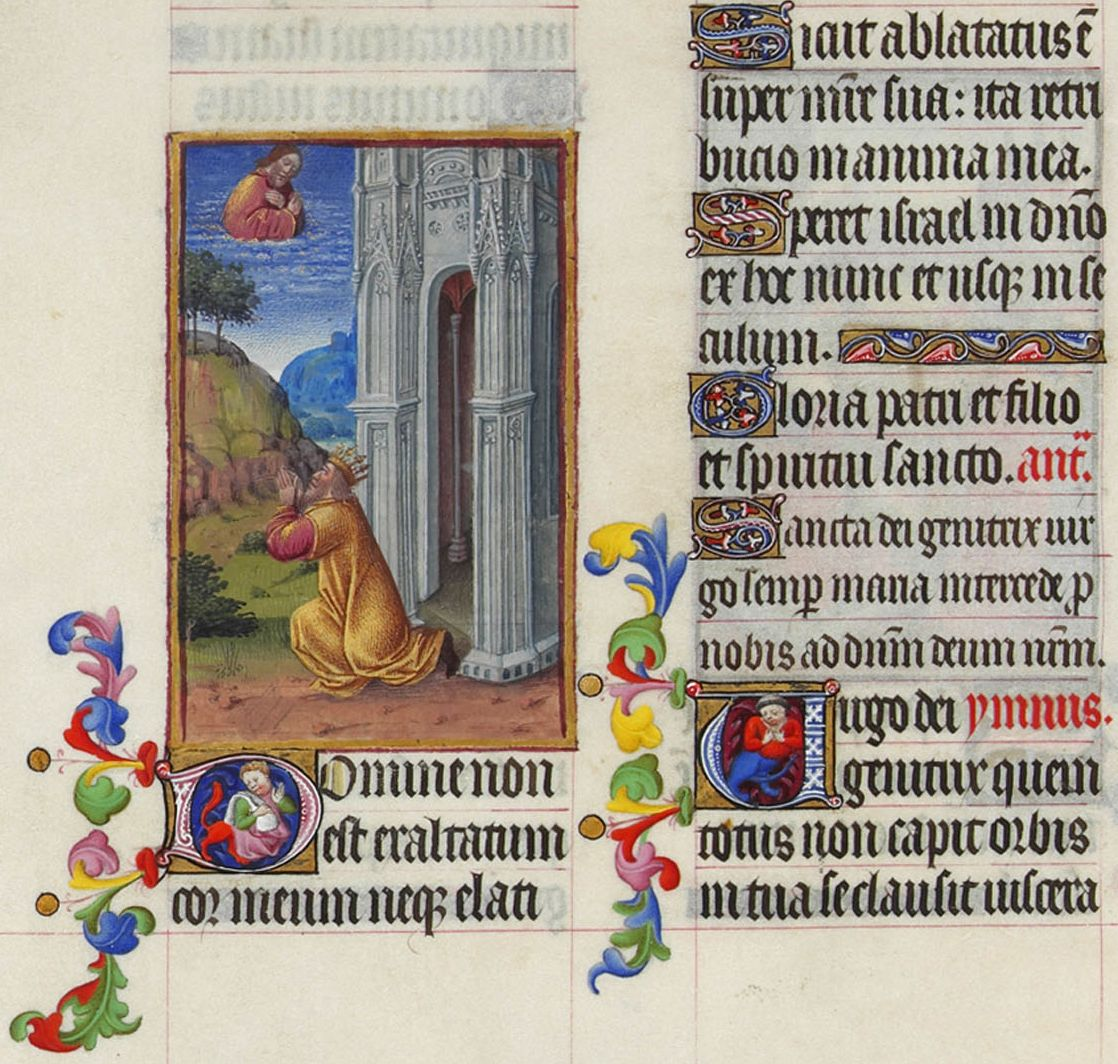
Page 130 de l'Ancien Testament au musée Condé de Chantilly

Les livres poétiques (ou livres sapientaux) constituent une subdivision de l’Ancien Testament des bibles chrétiennes. Ils comprennent cinq livres des Ketouvim de la Bible hébraïque :
- le livre de Job,
- le livre des Psaumes,
- le livre des Proverbes,
- l'Ecclésiaste,
- le Cantique des cantiques.

À ceux-là, les bibles en grec ont ajouté deux livres :
- le Siracide
- le livre de la Sagesse

Le regroupement de ces livres dans un même ensemble (les « Livres poétiques ») est difficile à dater. Selon le bibliste jésuite F. Prat, les manuscrits des Septante débutent régulièrement par l’Octateuque (Pentateuque, Josué, Juges et Ruth) suivi des quatre Livres des Rois et des Paralipomènes. À partir de là, l’ordre varie d’un exemplaire à l’autre. Ainsi, dans le Codex Alexandrinus, les Prophètes, y compris Daniel, viennent après les Paralipomènes ; ils sont suivis eux-mêmes par les autres livres historiques, et les livres sapientiaux terminent la liste. Il est donc impossible et assez superflu de classer les différentes dispositions des livres de l’Ancien Testament grec. Les éditions de l'Ancien Testament qui suivent l'organisation de la Septante présentent quatre parties :
- le Pentateuque,
- les livres historiques,
- les livres poétiques,
- les livres prophétiques, eux-mêmes répartis en :
  - prophètes premiers ou grands prophètes,
  - petits prophètes.

Pour l'ordre des livres dans les bibles latines, S. Berger ne compte pas, pour l’Ancien Testament seulement, moins de 212 ordres différents, distribués en sept séries principales, et il déclare expressément que ce nombre pourrait être augmenté. Les livres sapientiaux sont regroupés ensemble dans une série de manuscrits qui s'inscrivent dans une tradition allant de Cassiodore à Alcuin : ils rapprochent les livres similaires, Daniel des Prophètes, la Sagesse de l’Ecclésiaste, etc.